# Sunieredo
Sunieredo o Sunifredo fue un religioso mozárabe, arzobispo de Toledo entre 731 y 758.

## Biografía
Según Flórez aparece en todos los catálogos episcopales, pero no se tienen muchos más datos biográficos. Su nombre es de origen visigodo, por lo que la iglesia de Toledo continuó recayendo en manos de familias de clase alta visigoda y el cargo metropolitano tenía una importancia capital para el control de la población mozárabe bajo dominio musulmán. Por tanto, los primeros arzobispos de este periodo pertenecieron, muy probablemente, a la estirpe del rey Vitiza que fue favorecida por los caudillos musulmanes. Lo que es cierto es que este prelado ocupó la diócesis durante más de veinte años, a lo largo de los cuales, como afirma Ramón Gonzálvez, muy probablemente tuvo la responsabilidad de reconstruir la iglesia ante una situación de confusión después de la conquista musulmana y adaptar el estilo de vida de los cristianos a la nueva situación bajo dominio islámico. Además, en esta primera época, la iglesia toledana, como centro de la vida religiosa hispana durante el siglo VIII, todavía debía contar con numerosos recursos humanos para ayudar en la reconstrucción.